# Michael Joseph Owens
Michael Joseph Owens (Condado de Mason, 1 de janeiro de 1859 — 27 de dezembro de 1923) foi um inventor estadunidense.

## Patentes
- Patente E.U.A. 534,840 Apparatus for blowing glass
- U.S. Patent 548,587 Machine for blowing glass
- U.S. Patent 548,588 Machine for blowing glass
- U.S. Patent 766,768 Glass Shaping Machine
- U.S. Patent 774,690 Glass Shaping Machine